# Ungureni, Galați
Ungureni este un sat în comuna Munteni din județul Galați, Moldova, România.
Anuarul Socec din 1925 consemnează separarea comunei Țigănești în comunele Munteni și Ungureni. Comuna Ungureni, cu satele Slobozia Blăneasa, Ungureni și Țigănești, avea 1563 de locuitori.Până în 1950, comuna Ungureni dispăruse.